# Droga magistralna A7 (Litwa)
Droga magistralna A7 (lit. Magistralinis kelias A7) – litewska droga magistralna długości 42,21 km. Łączy Mariampol z granicą litewsko-rosyjską, gdzie przechodzi w rosyjską drogę  A229 w kierunku Królewca.
W całości w ciągu trasy europejskiej E28.